# Anote Tong
Anote Tong (chiń. 湯安諾; pinyin Tāng Ānnuò; ur. 11 czerwca 1952 na Tabuaeranie) – polityk, prezydent Kiribati od 10 lipca 2003 do 11 marca 2016.

## Życiorys
Syn chińskiego emigranta osiadłego na Wyspach Gilberta w czasie II wojny światowej oraz przedstawicielki jednego z tamtejszych plemion. Ukończył London School of Economics.
W wyborach prezydenckich w 2003 popierany przez partię Pillars of Truth (Boutokaan Te Koaavu), w niejasnych okolicznościach pokonał m.in. swojego brata, Harry'ego. Istotnym punktem jego kampanii wyborczej był postulat rewizji umowy z Chinami, na podstawie której na terenie Kiribati znajdowała się chińska baza wywiadowcza. 
7 listopada 2003 prezydent Tong w imieniu Republiki Kiribati nawiązał kontakty dyplomatyczne z Tajwanem, przy jednoczesnym zerwaniu ich z Chinami, czego efektem było zlikwidowanie bazy.
W odbywających się 17 października 2007 wyborach prezydenckich Anote Tong wybrany został na drugą kadencję. W głosowaniu zdobył 15,676 głosów (64,30%) i zdecydowanie pokonał swojego głównego rywala, Nabuti Mwemwenikarawa (który zdobył 8 151 głosów – 33,43%). Pozostali kandydaci, Patrick Tatireta oraz Timon Aneri, zdobyli niewielkie poparcie (odpowiednio 356 głosów – 1,46% oraz 198 głosów – 0,81%). O głosy wyborców nie mógł tym razem zabiegać główny rywal prezydenta z poprzednich wyborów, jego brat, Harry, gdyż został on skreślony z listy kandydatów przed elekcją.
W 2008 prezydent Tong, w wyniku swojego wystąpienia na forum ONZ poświęconym globalnemu ociepleniu, skupił na Kiribati uwagę świata. Oficjalnie poprosił on wówczas o pomoc dla swojego kraju który, w wyniku podnoszenia się poziomu mórz na świecie, może przestać istnieć przed nadejściem roku 2050.
W wyborach prezydenckich 13 stycznia 2012 odniósł kolejne zwycięstwo, zdobywając ponad 40% głosów poparcia i został wybrany na trzecią, ostatnią przewidzianą przez konstytucję, kadencję prezydenta. 
Żonaty z Meme Tong, ma siedmioro dzieci.

## Odznaczenia
- Wielka Wstęga Orderu Lśniącego Jadeitu (2010, Tajwan)[2]